# Great Haywood

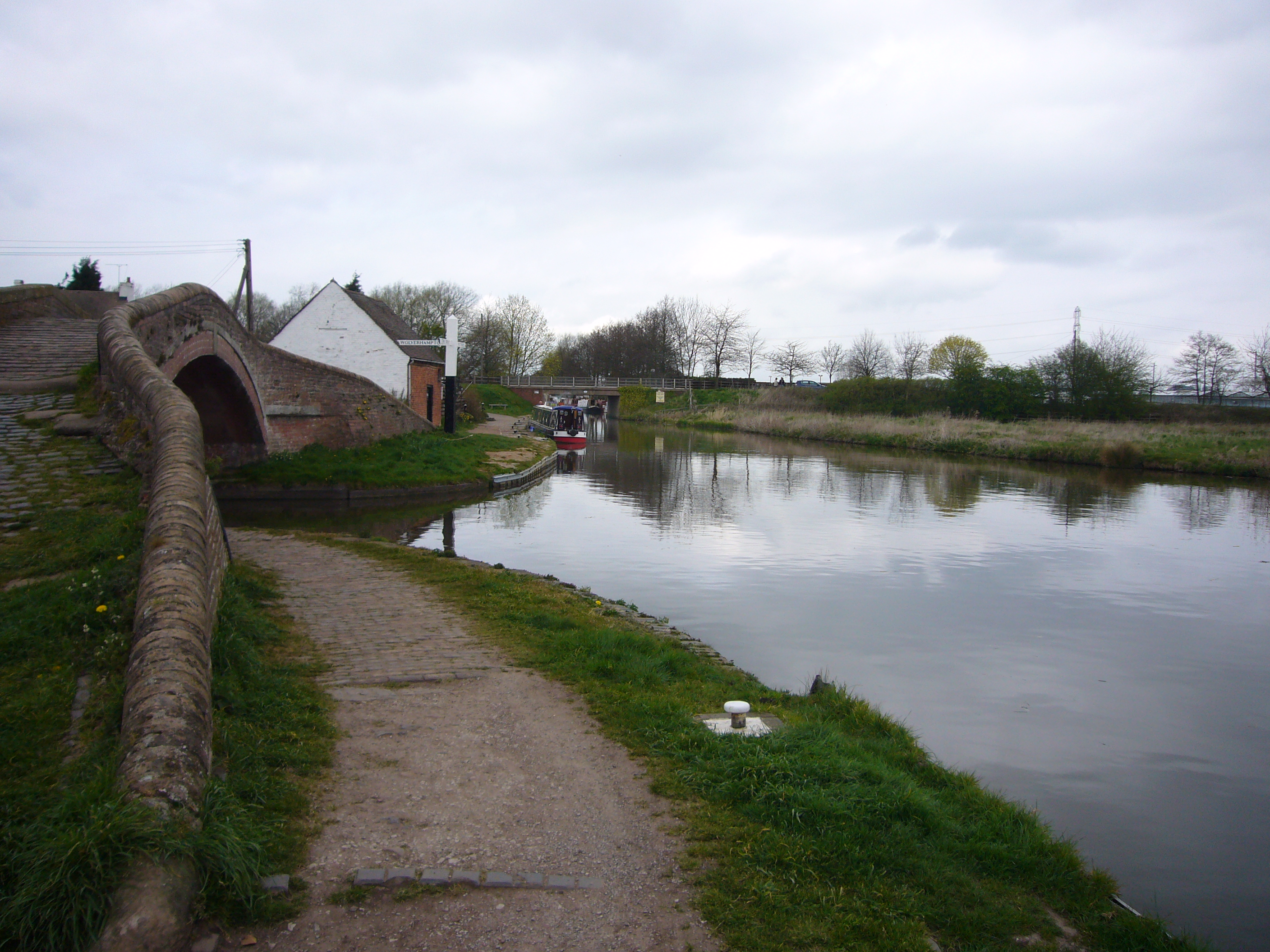
Kanäle in Great Haywood

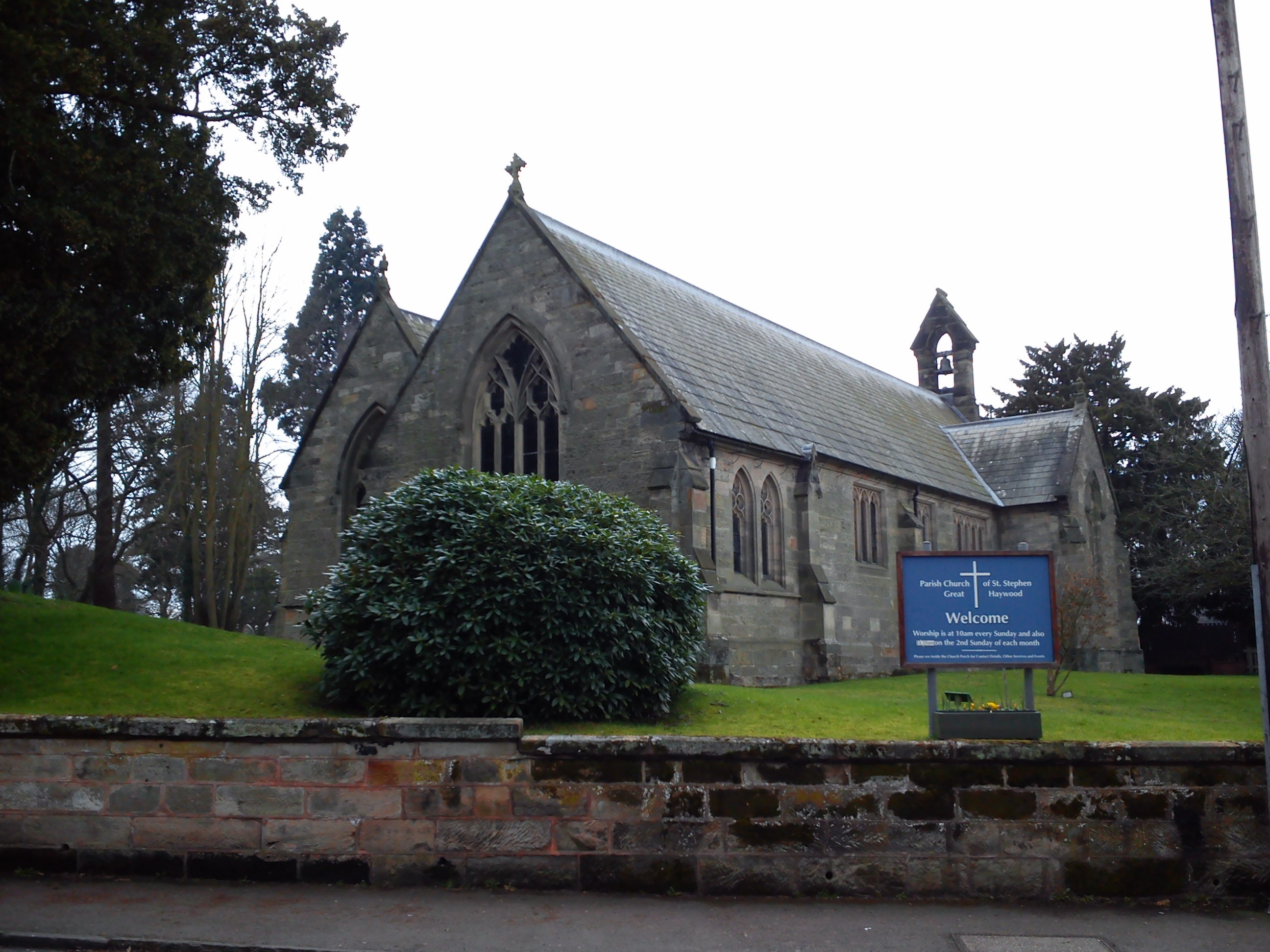
St. Stephen's Church

Great Haywood ist ein Dorf in Staffordshire, England. Es liegt etwa 8 km östlich der Grafschaftshauptstadt Stafford und 7 km nordwestlich von Rugeley am Ostufer des Trent and Mersey Canals, der hier parallel zum River Trent verläuft, der bei Great Haywood den River Sow aufnimmt. Die Fernstraße A51 führt heute als Schnellstraße östlich am Dorf vorbei. 
Zu den Sehenswürdigkeiten zählt der Landsitz Shugborough Hall der Earls of Lichfield.
Es gibt zwei Kirchen mit jeweils angeschlossener Schule: 
Die anglikanische St. Stephen's Church, ist eine zweischiffige Hallenkirche im Stil sehr später Gotik. Nach einem Ausgangsbau aus dem Jahr 1840 wurde sie 1858 von Thomas Trubshaw massiv umgebaut. Auf ihrem Friedhof liegen der zweite, dritte und vierte Earl von Lichfield begraben.
Die katholische St. John the Baptist's Church ist im gleichen Stil gehalten, aber einschiffig.  Sie war 1827–1829 ungefähr 5 Kilometer weiter in Tixall errichtet worden. Nach einem Weiterverkauf an Earl Talbot wurde sie in den 1840er Jahren dort demontiert und in Great Haywood wieder aufgebaut.
Im Januar 1917 begann J. R. R. Tolkien in Great Haywood sein Buch Das Buch der Verschollenen Geschichten zu schreiben, nachdem er aus gesundheitlichen Gründen die britische Armee verlassen hatte.